# Lijst van attracties in Universal Studios Florida
Deze pagina bevat een lijst met (voormalige) attracties in het Amerikaanse attractiepark Universal Studios Florida.

## Huidige attracties
| Naam                                        | Opening          | Attractietype                            | Afbeelding |
| ------------------------------------------- | ---------------- | ---------------------------------------- | ---------- |
| Curious George Goes to Town                 | 1998             | Waterspeelplaats                         |            |
| Despicable Me: Minion Mayhem                | 2 juli 2012      | Simulator                                |            |
| Diagon Alley                                | 8 juli 2014      | Walkthrough                              |            |
| E.T. Adventure                              | 7 juni 1990      | Hangende darkride                        |            |
| Fast & Furious: Supercharged                | 23 april 2018    | Simulatordarkride                        |            |
| Fievel's Playland                           |                  | Speeltuin                                |            |
| Harry Potter and the Escape from Gringotts  | 8 juli 2014      | Overdekte gemotoriseerde stalen achtbaan |            |
| Hogwarts Express                            | 8 juli 2014      | Kabeltram                                |            |
| Hollywood Rip Ride Rockit                   | 19 augustus 2009 | Stalen achtbaan                          |            |
| Kang & Kodos' Twirl 'n' Hurl                | 11 augustus 2012 | Draaimolen met armen                     |            |
| Men in Black: Alien Attack                  | 14 april 2000    | Interactieve darkride                    |            |
| Race Through New York Starring Jimmy Fallon | 6 april 2017     | Simulator                                |            |
| Revenge of the Mummy                        | 21 mei 2004      | Stalen lanceerachtbaan                   |            |
| Shrek 4-D                                   | 12 juni 2003     | 4D-film                                  |            |
| The Simpsons Ride                           | 15 mei 2008      | Simulator                                |            |
| Transformers: The Ride-3D                   | 20 juni 2013     | Simulatordarkride                        |            |
| Woody Woodpecker's Nuthouse Coaster         | 13 maart 1999    | Stalen achtbaan                          |            |

## Voormalige attracties
| Naam                           | Opening         | Sluiting         | Attractietype    | Afbeelding |
| ------------------------------ | --------------- | ---------------- | ---------------- | ---------- |
| Back to the Future: The Ride   | 2 mei 1991      | 30 maart 2007    | Simulator        |            |
| Disaster                       | 17 januari 2008 | 8 september 2015 | Show en darkride |            |
| Earthquake                     | 7 juni 1990     | 5 november 2007  | Show en darkride |            |
| Ghostbusters Spooktacular      | 7 juni 1990     | 8 november 1996  | Show             |            |
| Jaws                           | 7 juni 1990     | 2 januari 2012   | Rondvaart        |            |
| Jimmy Neutron's Nicktoon Blast | 11 april 2003   | 18 augustus 2011 | Simulator        |            |
| Terminator 2: 3-D              | 27 april 1996   | 08 oktober 2017  | Show met 4D-film |            |
| Twister...Ride it Out          | 4 mei 1998      | 2 november 2015  | Show             |            |